# Louis Moeller
Pour les articles homonymes, voir Moeller.
Louis Moeller, né le 5 août 1855 à New York dans l'état de New York et décédé le 11 novembre 1930 à Weehawken dans le New Jersey aux États-Unis, est un peintre américain de scène de genres.

## Biographie
Louis Moeller naît à New York en 1855. Fils d'un peintre décorateur, il réalise son apprentissage auprès de son père, avant d'étudier à la Cooper Union puis de suivre les cours de l'académie américaine des beaux-arts auprès des peintres Edward Matthew Ward et Will Hicok Low. Il part ensuite pour l'Europe et Munich ou il a pour professeur le peintre Feodor Dietz au sein de l'Académie des beaux-arts de Munich. Sur place, il rencontre le peintre Frank Duveneck.
Faute de moyens financiers suffisants, il doit rentrer à New York en 1883, où il reprend sa carrière de peintre décorateur, tout en poursuivant sa carrière de peintre de genre. La même année, il expose le tableau A Girl in a Snow-Storm à l'académie américaine des beaux-arts. Il expose l'année suivante le tableau Puzzled et obtient le premier prix Hallgarten (en) qui récompense la meilleure œuvre d'un peintre de moins de trente-cinq ans ayant exposé à l'académie au cours de l'année écoulée. Cette récompense lui offre une notoriété dans le milieu de l'art new-yorkais et lui permet de vivre de son métier. Le riche collectionneur Thomas B. Clarke (en) lui achète au moins une douzaine de tableaux durant cette période.
Il est élu à l'académie en 1895. Il vit à Mount Vernon et dans le Bronx à New York, avant de s'installer à Weehawken dans le New Jersey ou il décède en 1930.
Ces œuvres sont notamment visibles ou conservées au Metropolitan Museum of Art de New York, au High Museum of Art d'Atlanta, au Boston Athenæum de Boston, au Newark Museum de Newark et au New Britain Museum of American Art de New Britain.

## Œuvres

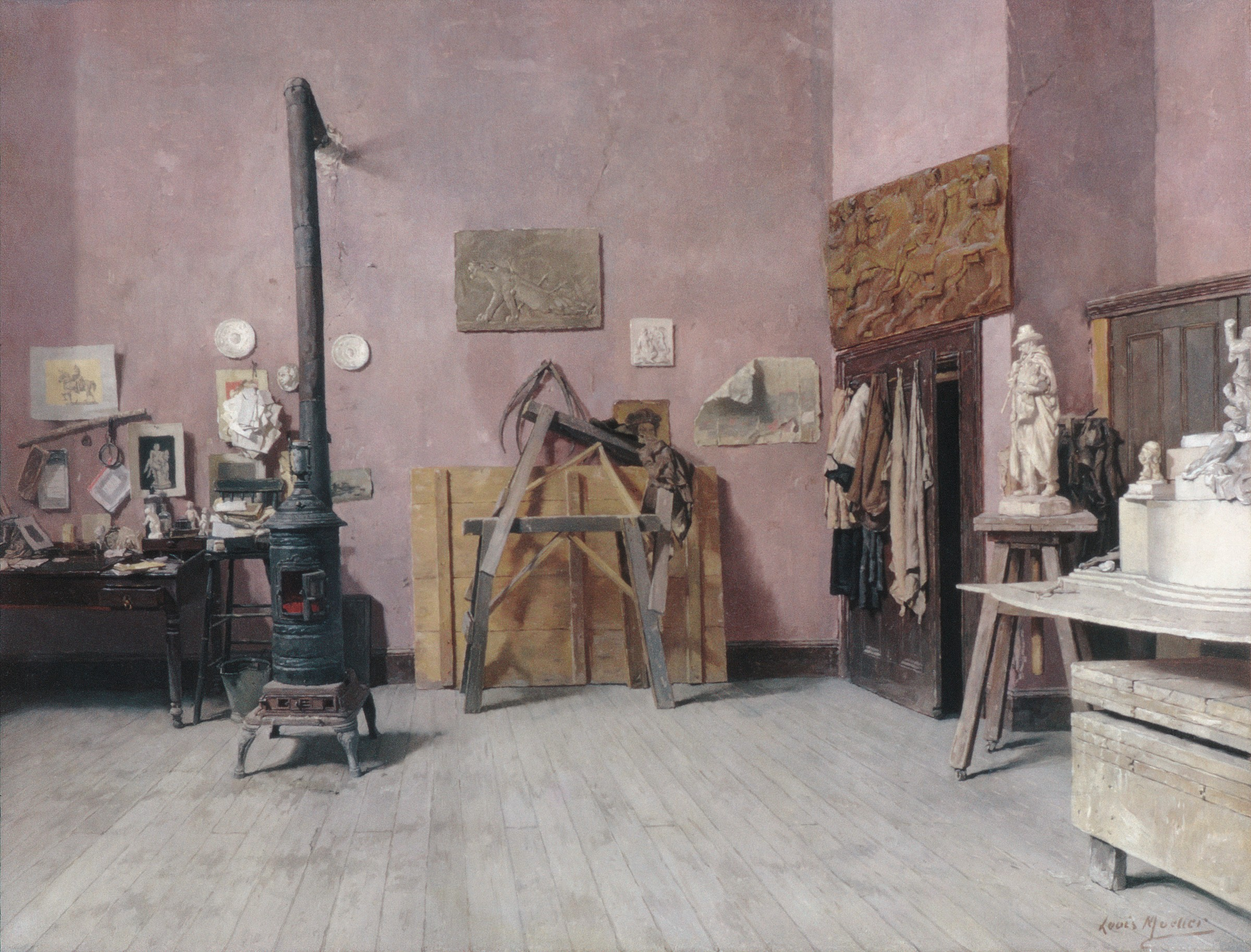
Sculptor's Studio, années 1880, Metropolitan Museum of Art
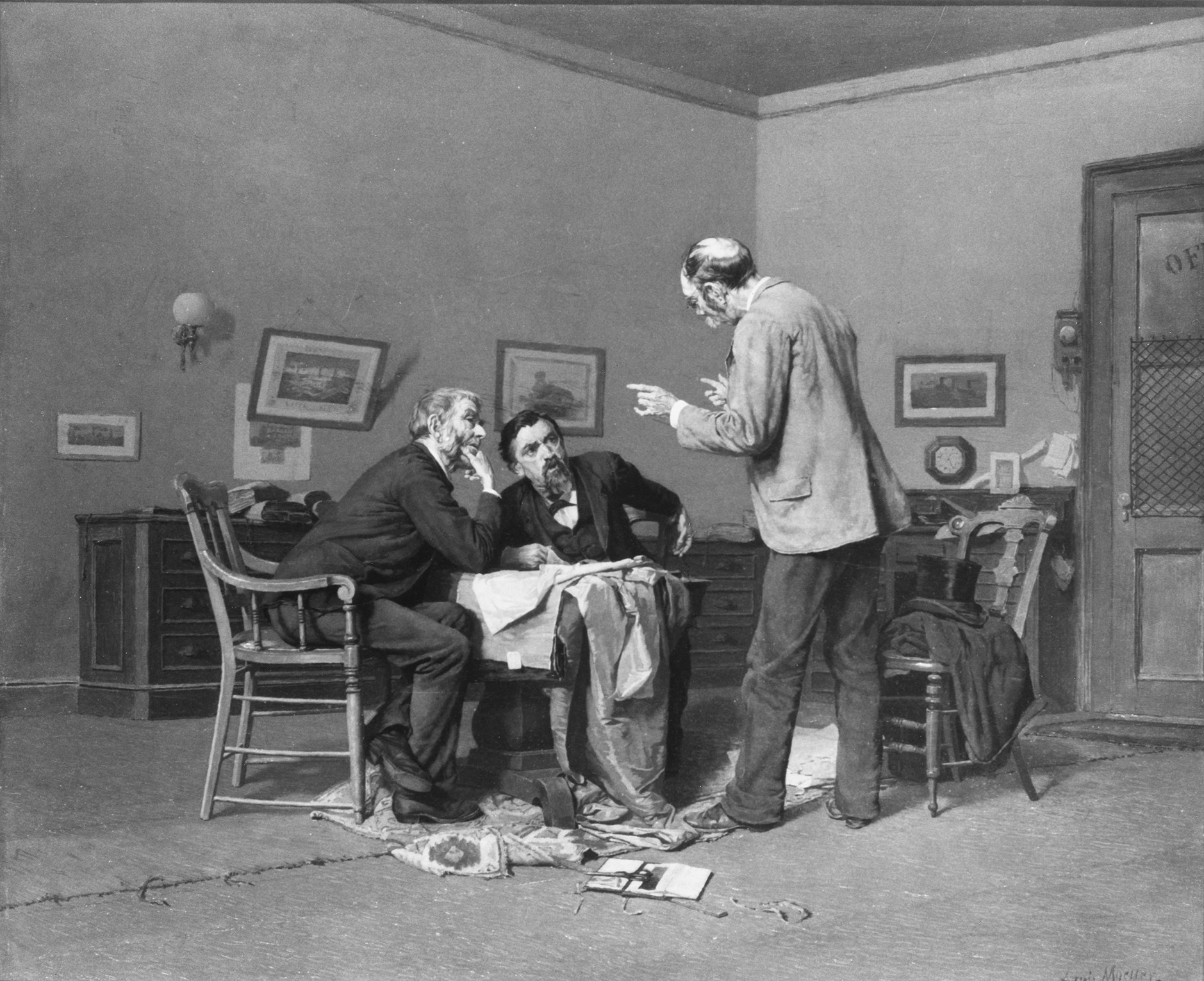
Appraisement, vers 1888, Metropolitan Museum of Art
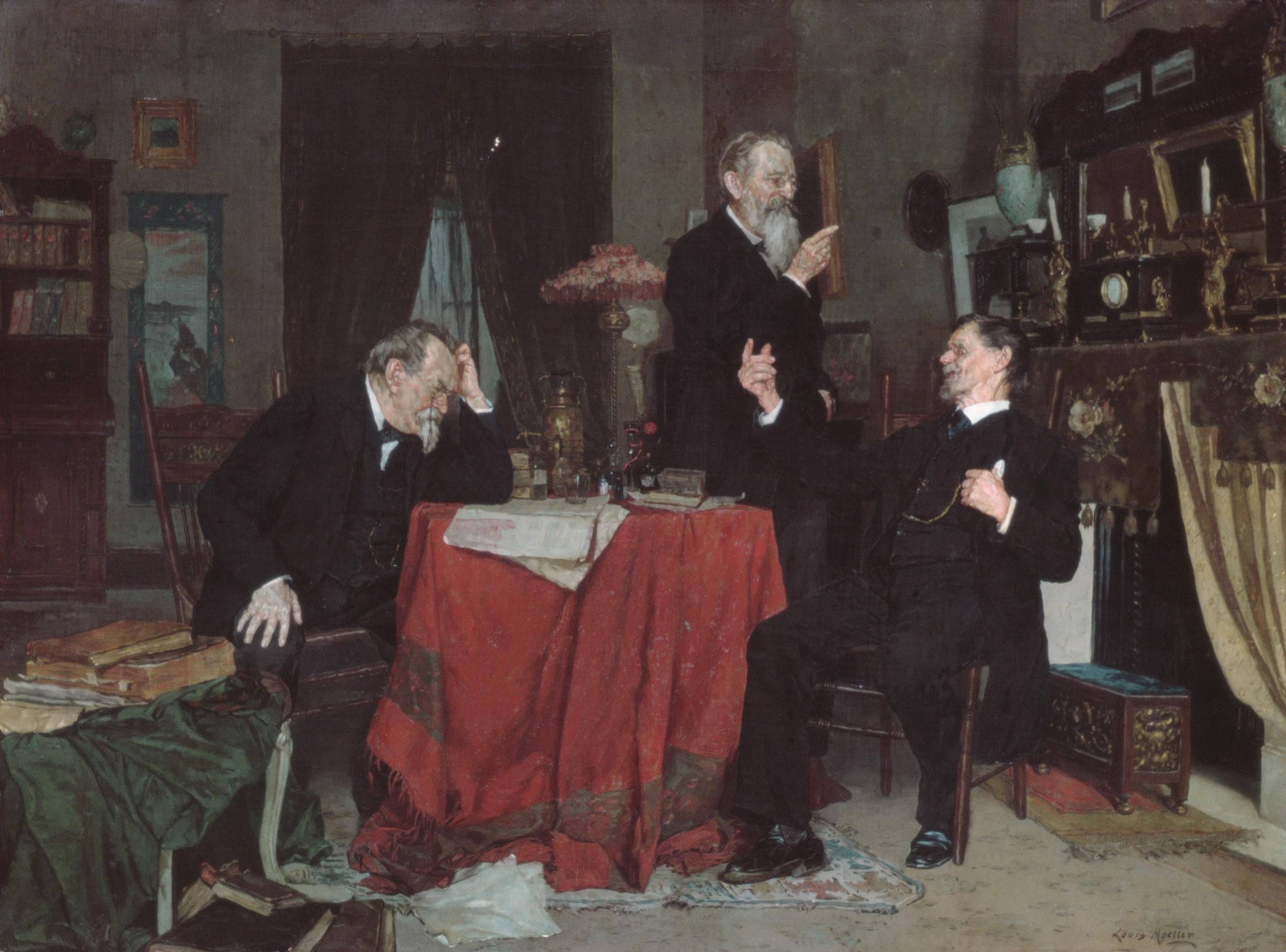
A Discussion, entre 1890 et 1895, Metropolitan Museum of Art
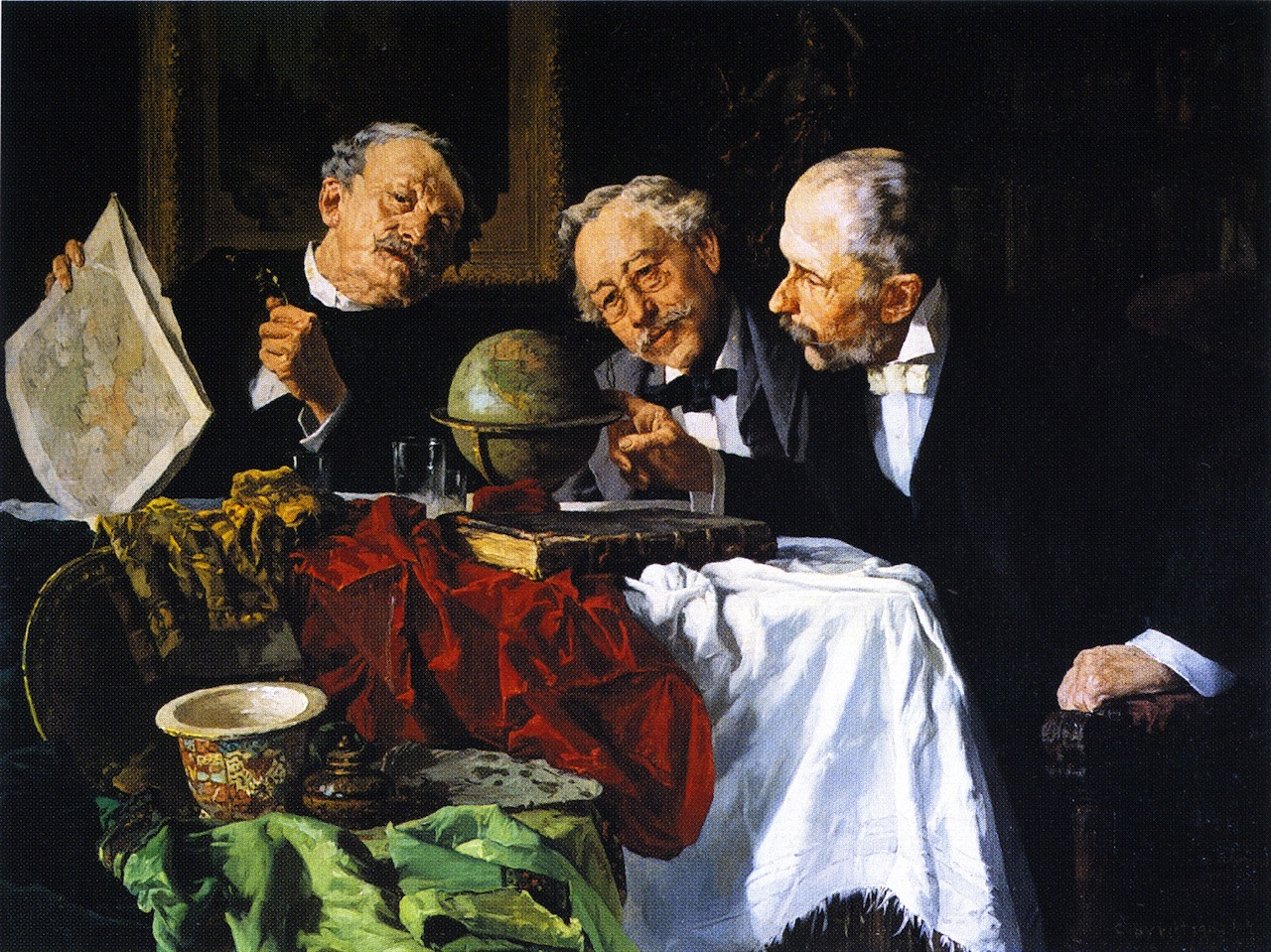
Home Again, 1903, The Athenaeum
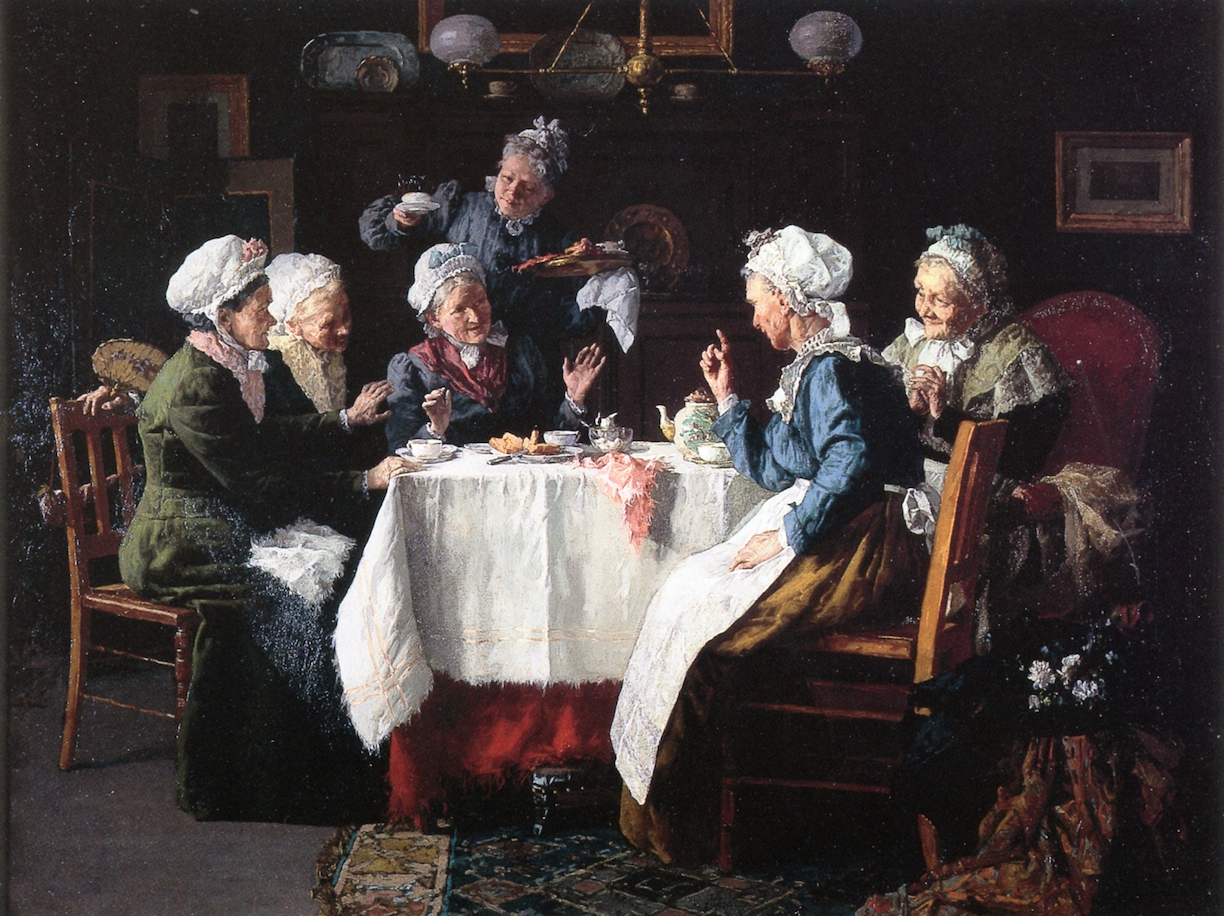
Tea Party, 1905
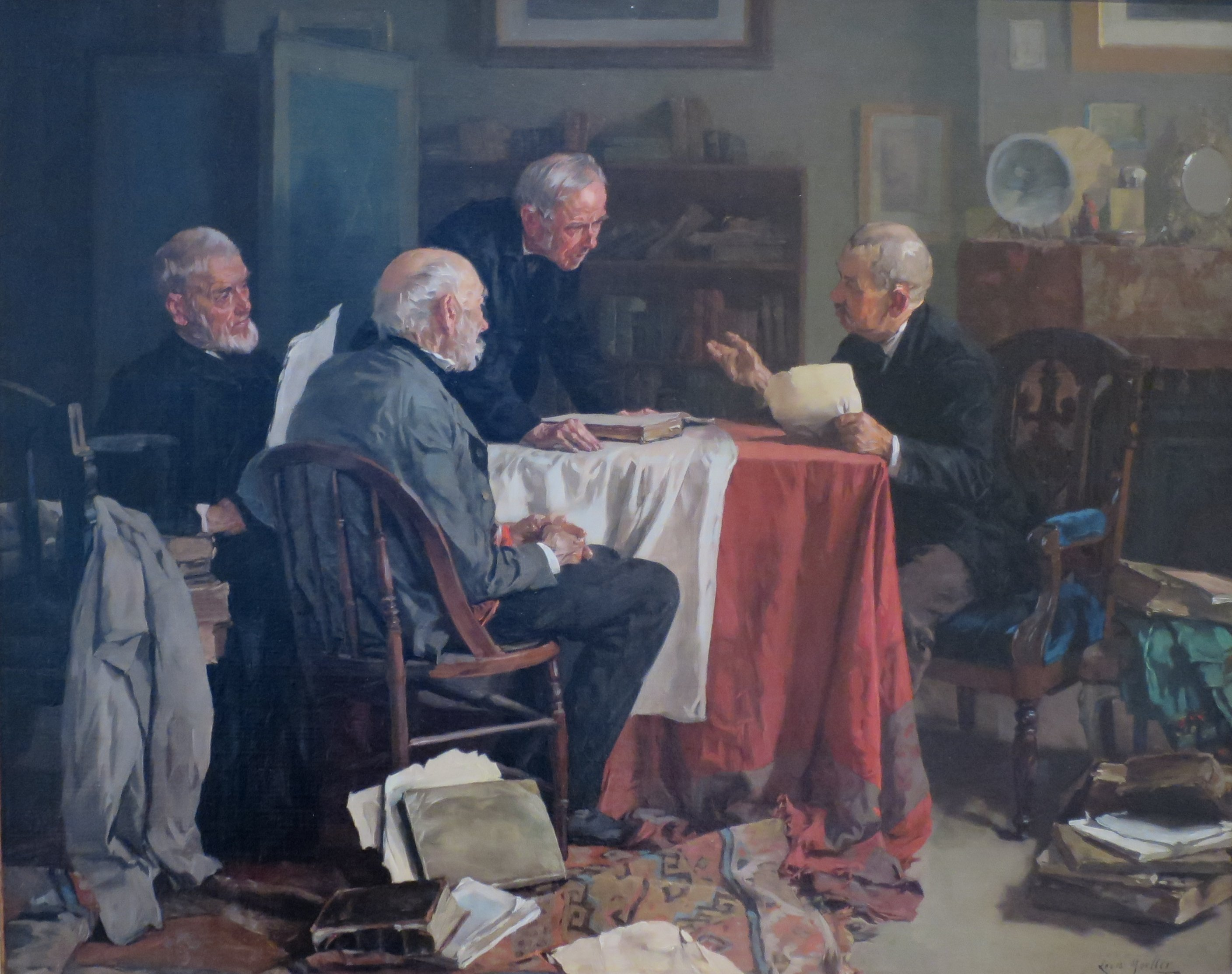
Different Opinions, sans date, High Museum of Art
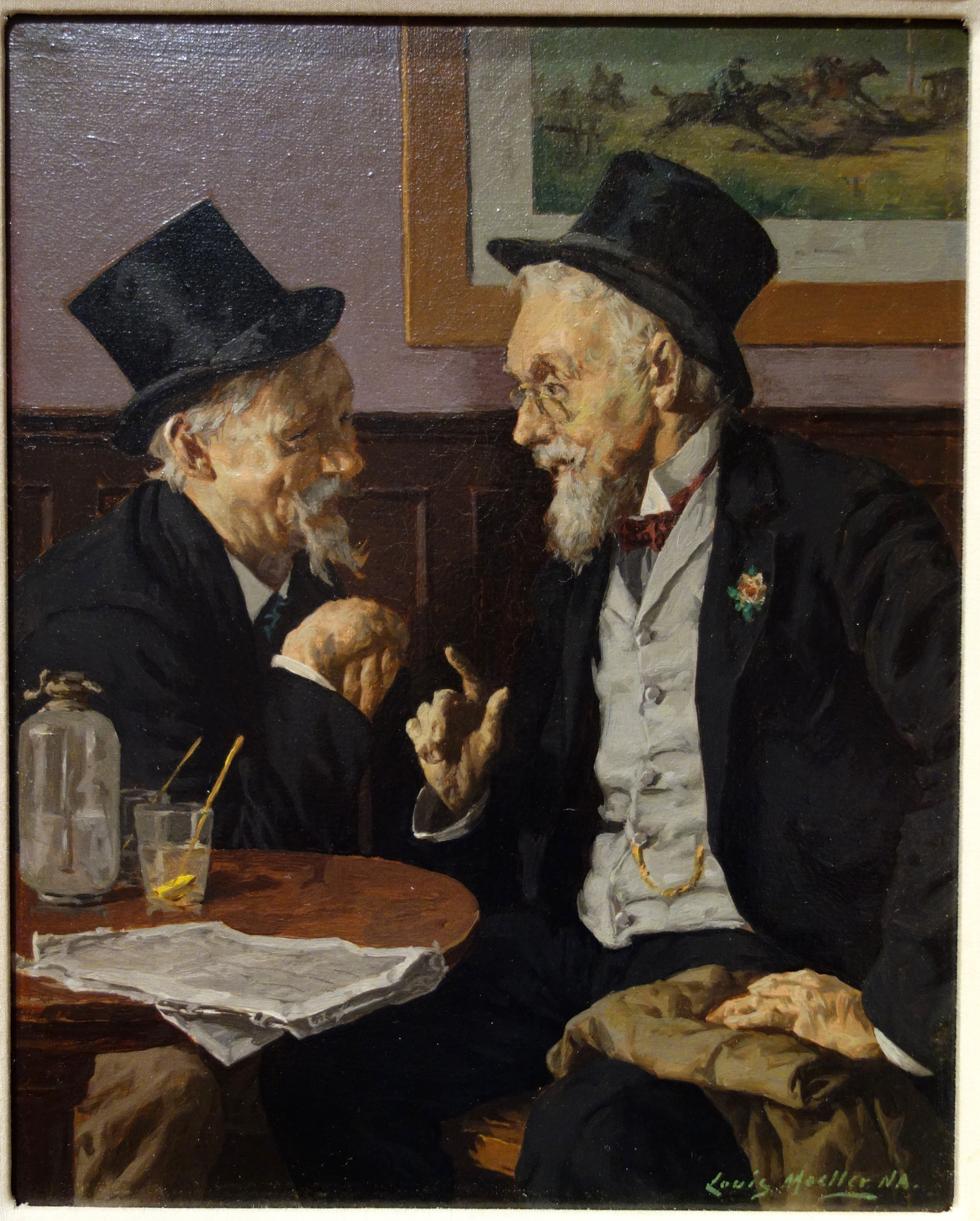
Conversation, sans date, New Britain Museum of American Art
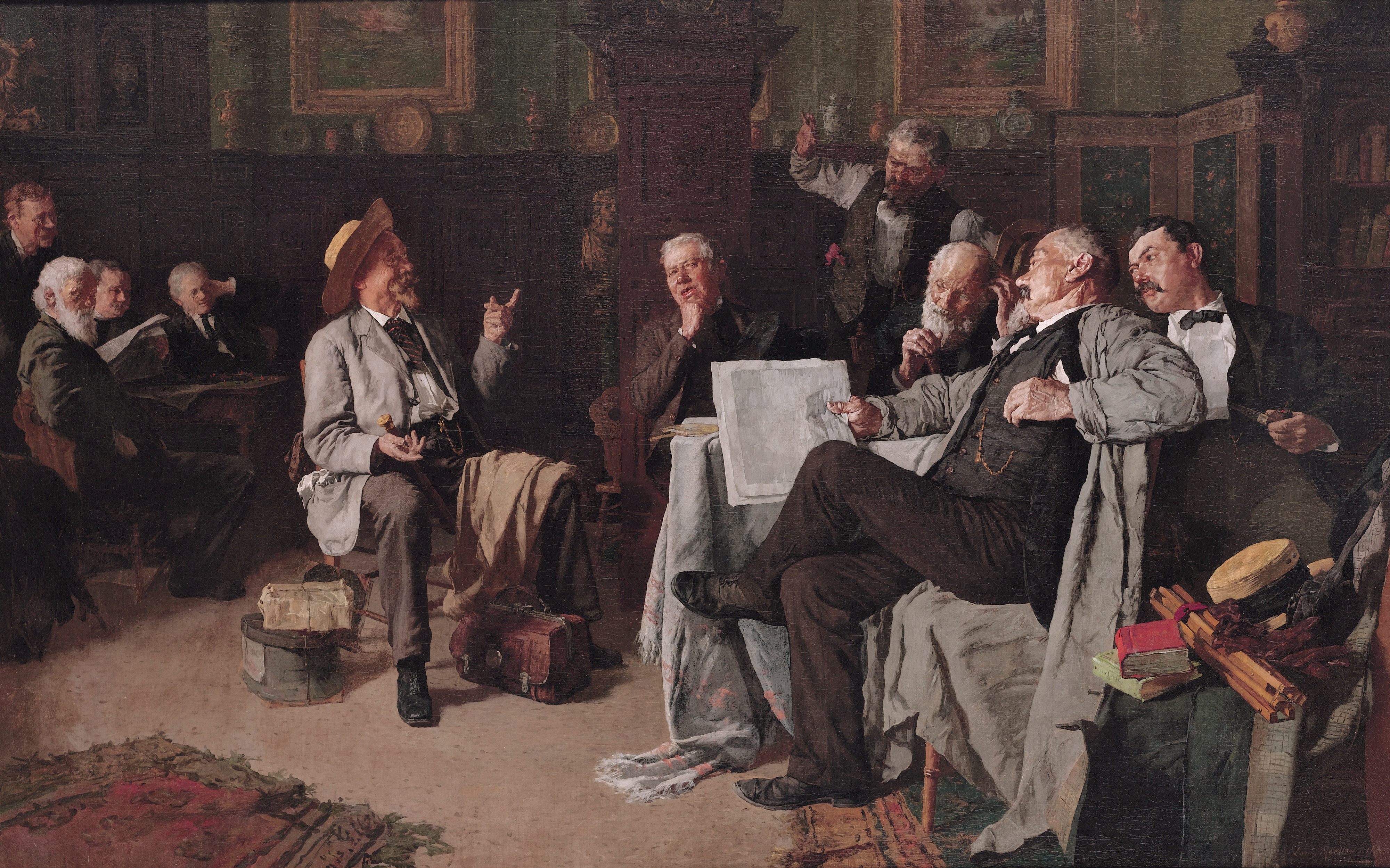
The Dubious Tale, sans date
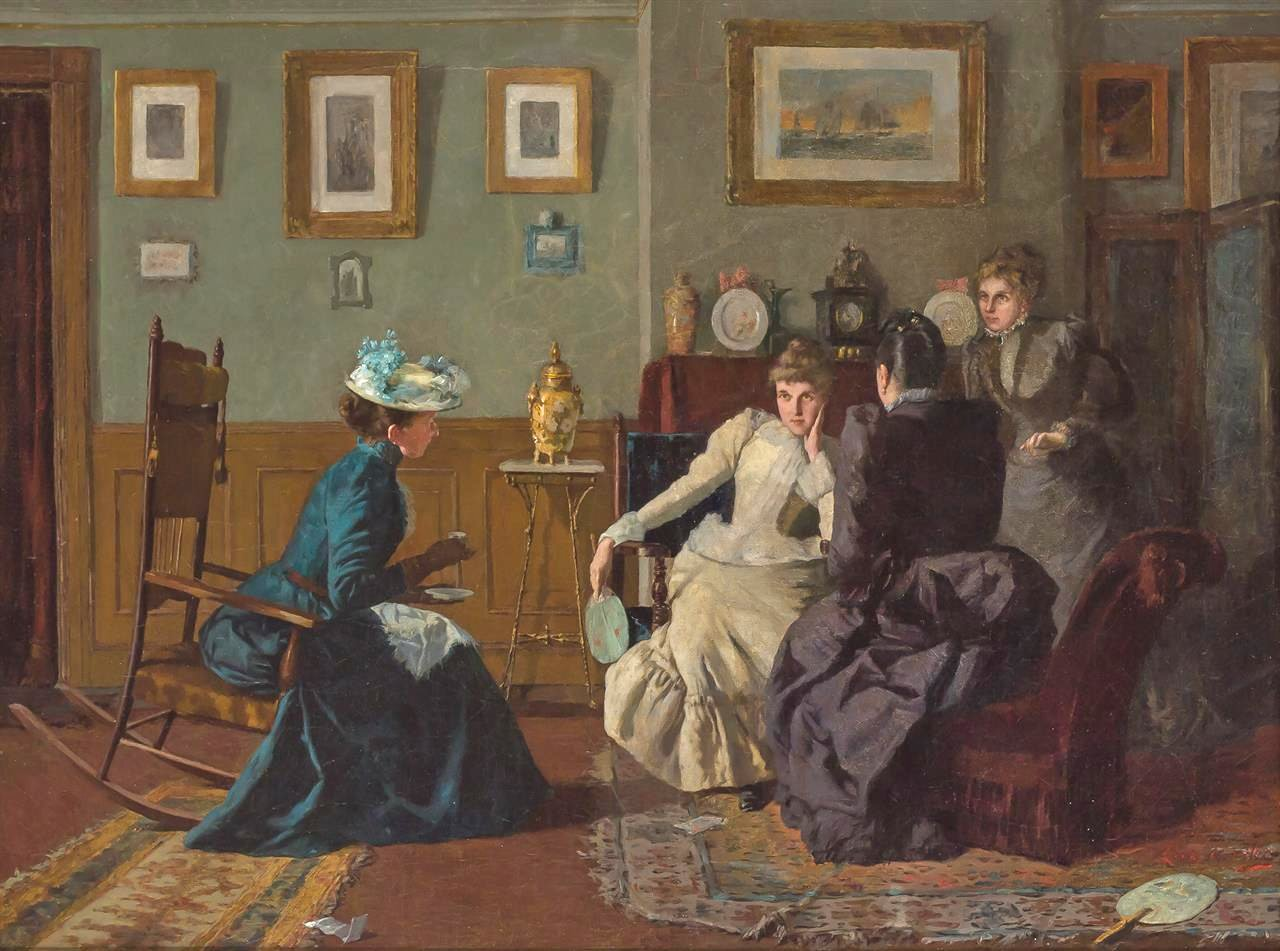
The Gossips, sans date